# Акведук Вільних Вод
Акведук Вільних Вод (порт. Aqueduto das Águas Livres - кам'яна інженерна споруда для водопостачання міста Лісабон водою з джерел Вільні Води (порт. Águas Livres) у Канесаші. Наразі акведуком переважно називають вражаючу конструкцію висотою в 65 м через долину Алкантара, проте він включає в себе розгалужену систему водних комунікацій та фонтанів загальною довжиною 58 км.

## Історія
Будівництво розпочато за правління короля Жуана V для забезпечення столиці водою. Для реалізації проекту з казни виділялися гроші з податків на олію, вино і м'ясо. Будівництво розпочате італійським інженером Антоніо Каневарі (Antonio Canevari), продовжено групою португальських інженерів: Мануель да Майя (Manuel da Maia), Азеведо Фортес (Azevedo Fortes), Джозе да Сільва Паїс (José da Silva Pais). Проектом керували Мануель да Майа, якого змінив Кустодіо Вієра (порт. Custódio Vieira).
Конструкція витримала Лісабонський землетрус, що зруйнував столицю Португалії у 1755. Після цього керівнику проекта Кустодіо Вієра принесли вибачення за попередні звинувачення в марнотратстві, бо за його наказом акведук укріпляли дорогими металічними елементами. 
Воду по місту розповсюджували водоноси африканського та галісійського походження. Щоб звертати до себе увагу, вони викрикували характерний клич "Аууууууу".

## Сучасне використання
Частини акведука наразі використовуються для туризму у складі Музею води. Під час екскурсії можна відвідати величну конструкцію перекинуту через долину Алкантара, резервуари та насосні станції.

## Акведуцький вбивця
Частина акведука через долину Алкантара використовувалася як пішохідний міст. У цьому місці на початку 19 ст діяв серійний убивця Діого Альвес (порт. Diogo Alves). Він грабував перехожих, а потім скидав їх з висоти 60 метрів, імітуючи самогубство. Діого став передостанній злочинцем у Португалії, страченим через повішання. Його голову зберели для дослідження мозку, щоб виявити причини жорстокості. Нараз його голова - туристична атракція, що знаходиться факультеті медицини у Лісабонському університеті.

## Галерея

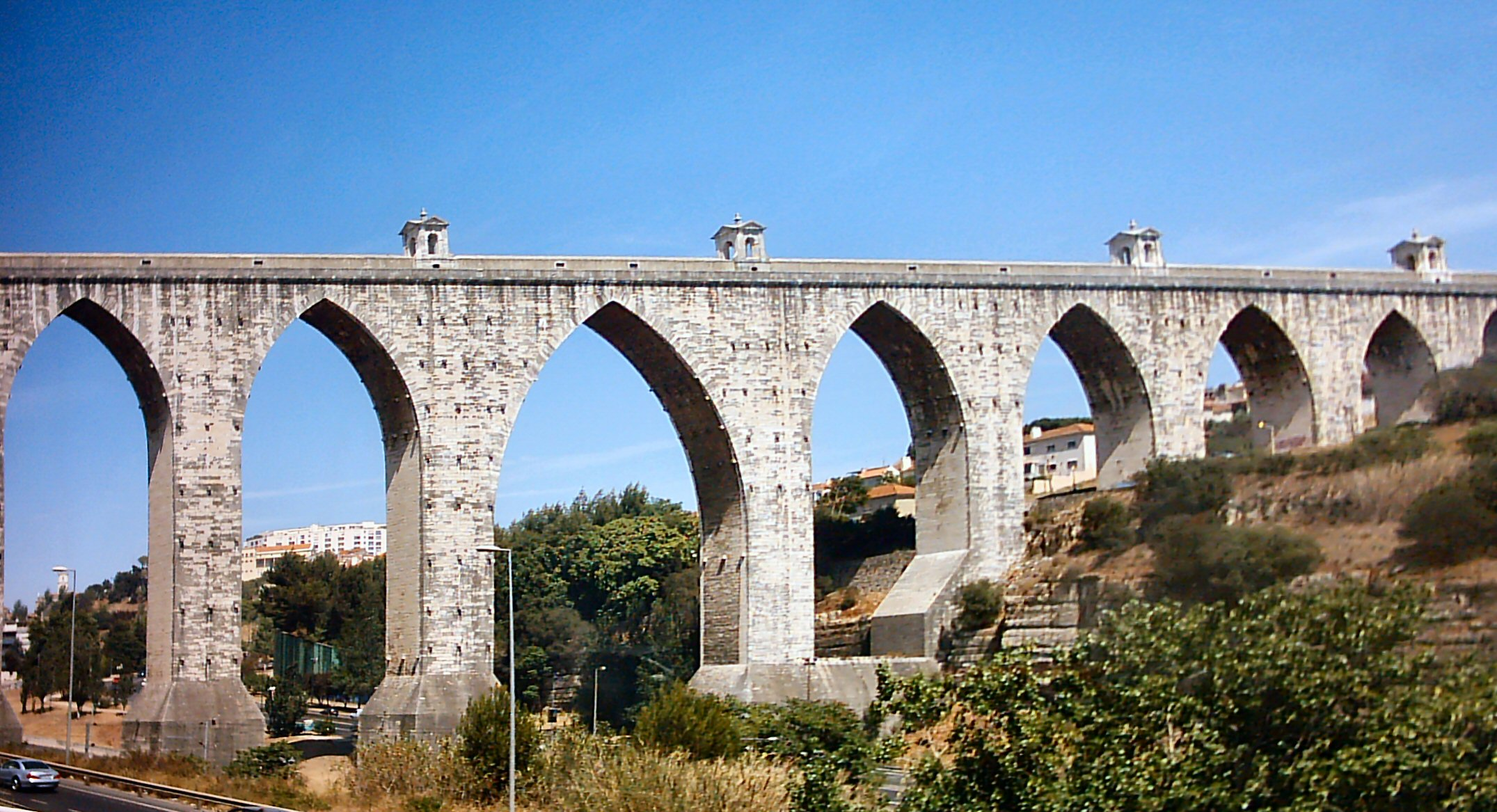
Вид з долини Алкантара
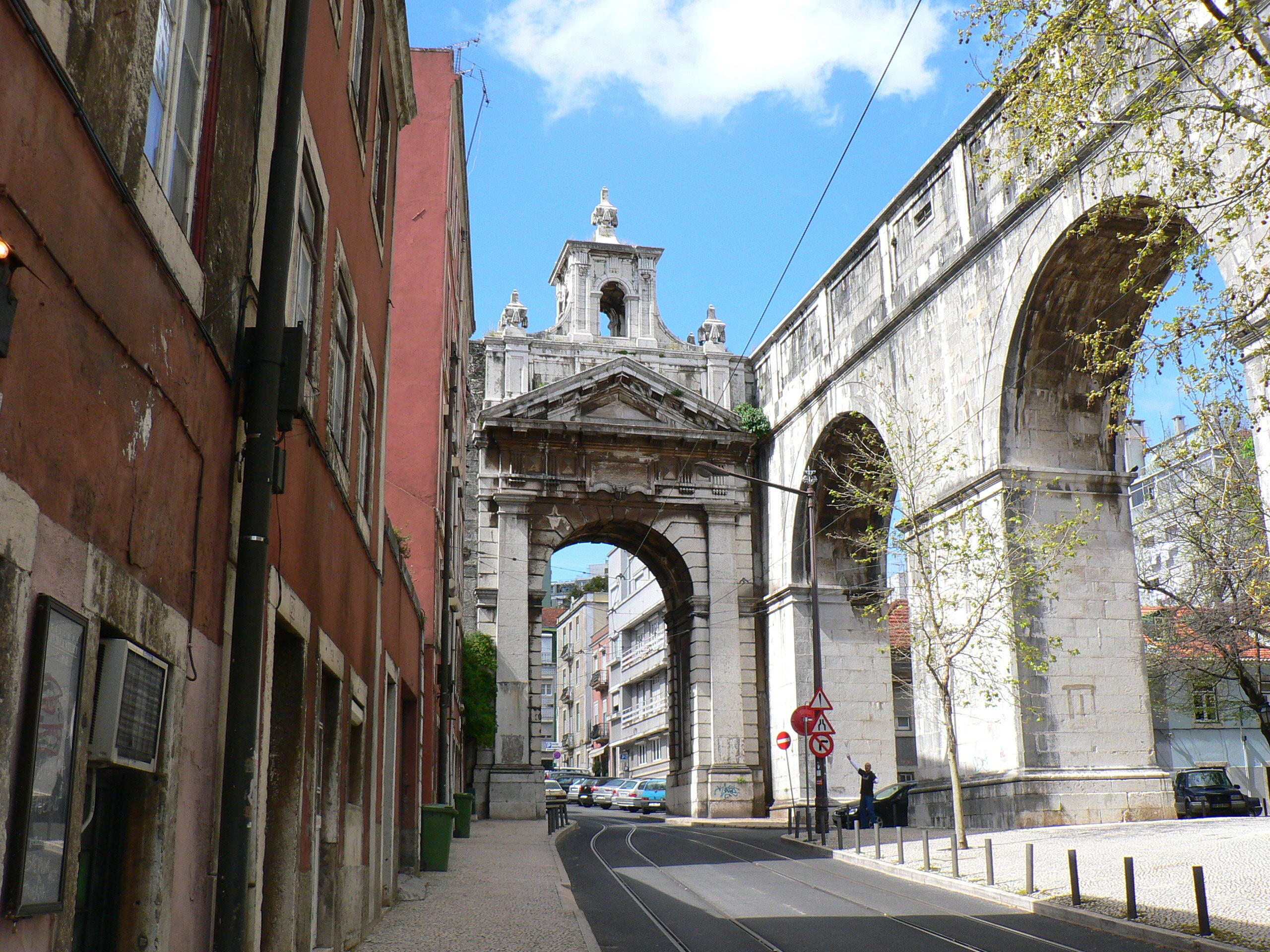
Частина акведука в місті біля музею води
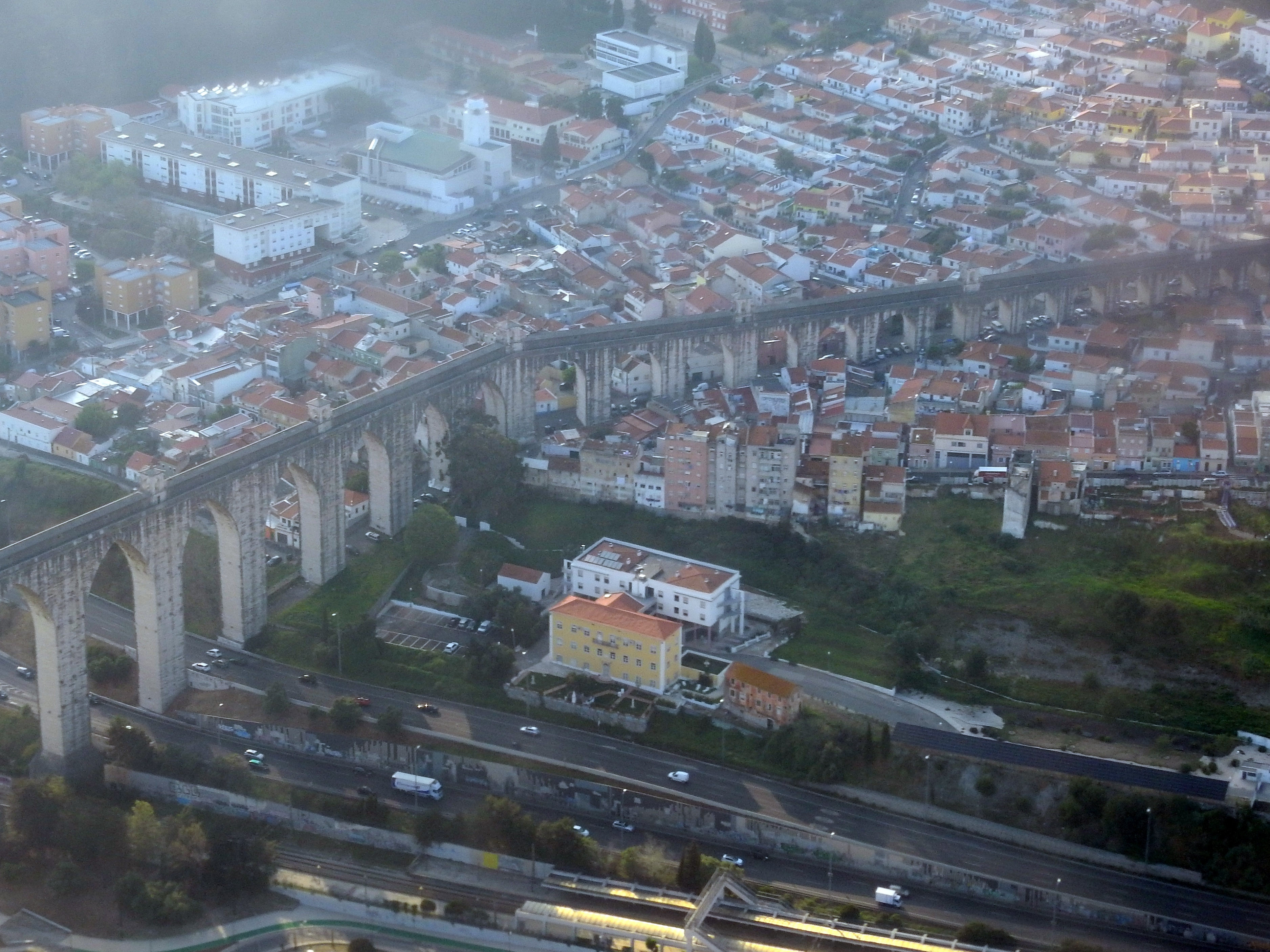
Вид з висоти пташиного польоту
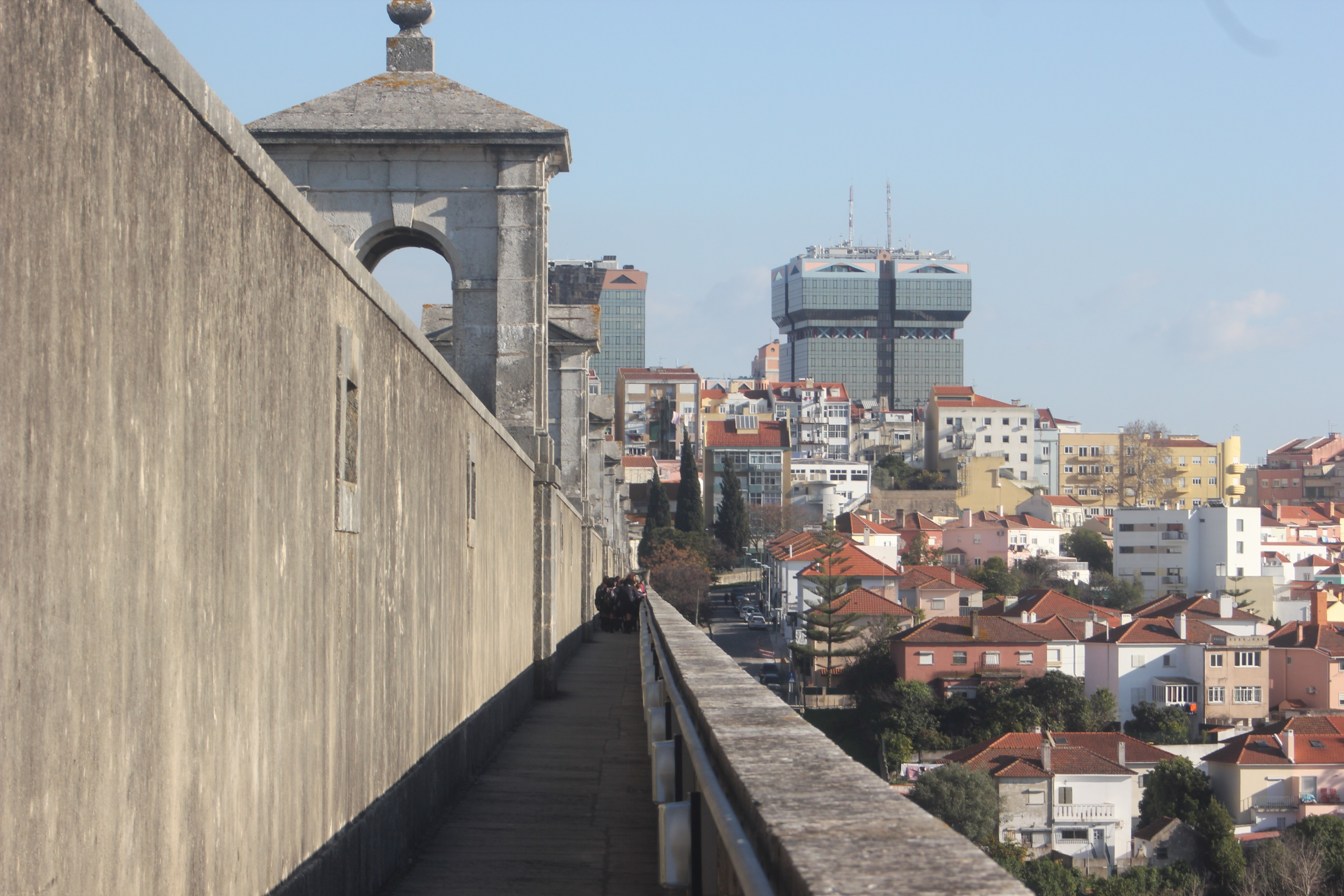
Пішохідна частина
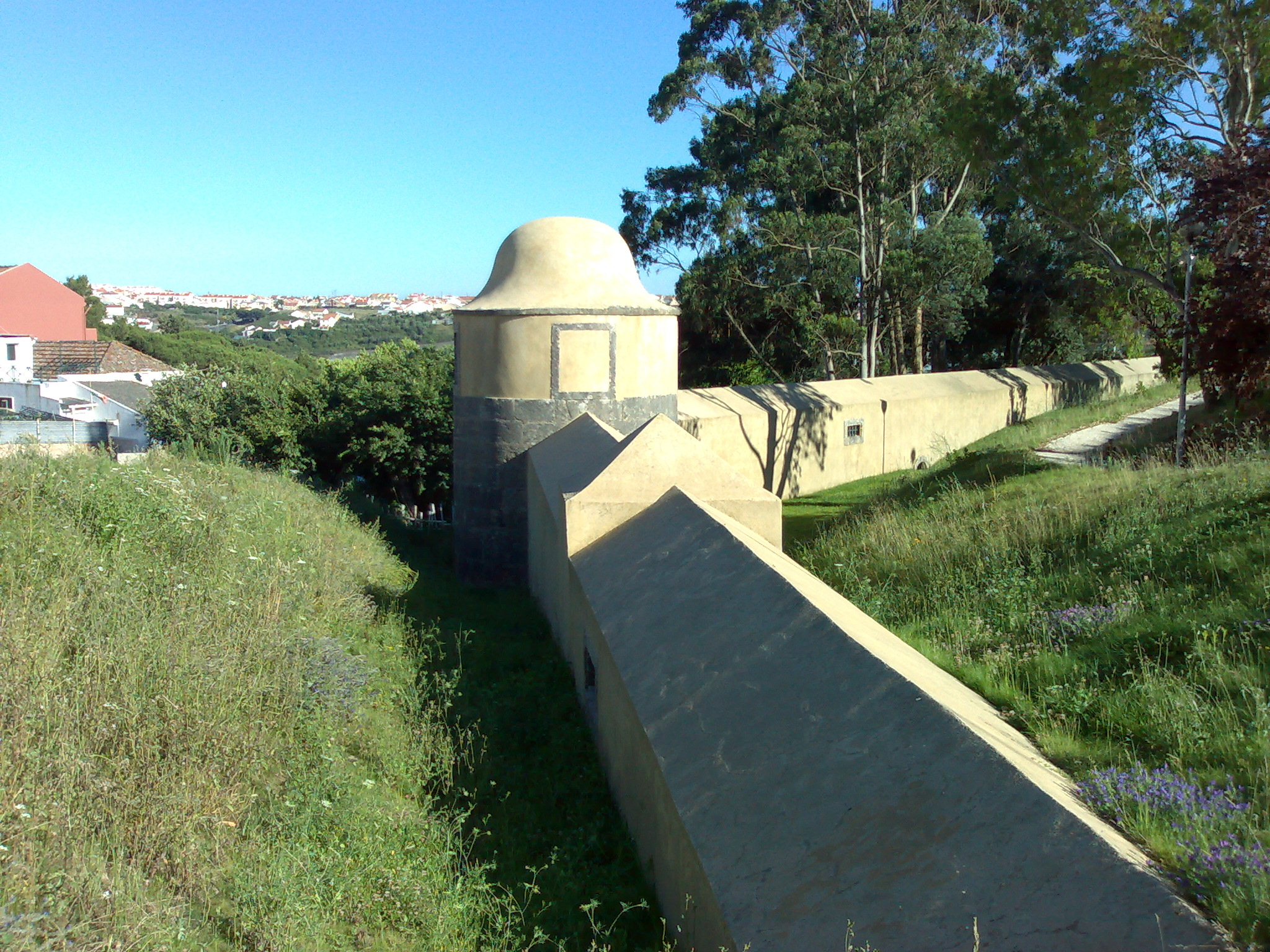
Початок акведука у Канесаші
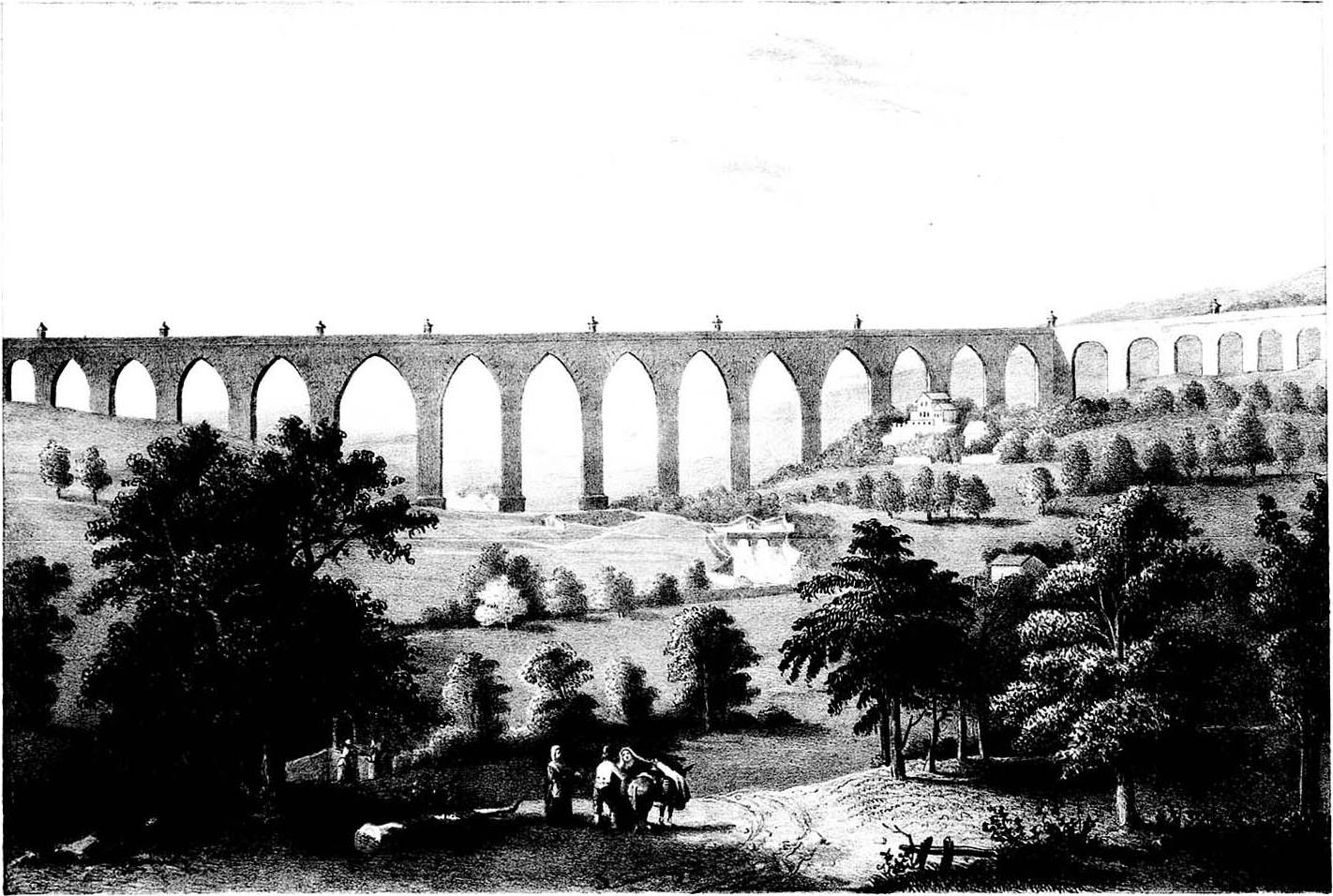
Зображення 1856 року
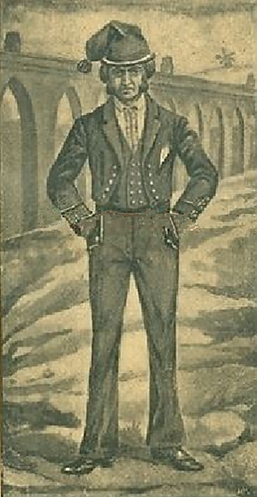
Діого Альвес